# Heteronyx apertus
Heteronyx apertus är en skalbaggsart som beskrevs av Blackburn 1910. Heteronyx apertus ingår i släktet Heteronyx och familjen Melolonthidae. Inga underarter finns listade i Catalogue of Life.